# Phytoliriomyza mesnili
Phytoliriomyza mesnili är en tvåvingeart som beskrevs av César Aguilar 1945. Phytoliriomyza mesnili ingår i släktet Phytoliriomyza och familjen minerarflugor.
Artens utbredningsområde är Frankrike. Inga underarter finns listade i Catalogue of Life.